# (22776) Matossian
Matossian (asteroide n.º 22776) es un asteroide de la cinturón principal. Posee una excentricidad de 0.13326420 y una inclinación de 7.03421º.
Este asteroide fue descubierto el 10 de febrero de 1999 por el LINEAR en Socorro.